# Iluocoetes fimbriatus
Iluocoetes fimbriatus är en fiskart som beskrevs av Leonard Jenyns 1842. Iluocoetes fimbriatus ingår i släktet Iluocoetes och familjen tånglakefiskar. Inga underarter finns listade i Catalogue of Life.